# Vinac (Bačko-kiškunska županija, Mađarska)
Vinac (mađ. Öregmajor) je selo u jugoistočnoj Mađarskoj.

## Zemljopisni položaj
5,7 je kilometara sjeveroistočno od uže jezgre Milkuta. 2 je km jugozapadno od Kurjačare. Tompa je jugoistočno, Salašica je sjeveroistočno, Jankovac je sjeverozapadno.

## Upravna organizacija
Nalazi se u jankovačkoj mikroregiji u Bačko-kiškunskoj županiji. Upravno pripada selu Milkutu, a uz ovo selo to je još i seosko naselje Kurjačara.
Poštanski je broj 6449. 

## Promet
Nalazi se uz južnu stranu sestovne prometnice br. 58.

## Stanovništvo
2001. je godine Vinac je imao 148 stanovnika.